# Sergej Milinković-Savić
Sergej Milinković-Savić (serbisch-kyrillisch Сергеј Милинковић-Савић; * 27. Februar 1995 in Lleida, Spanien) ist ein serbischer Fußballspieler. Der zentrale Mittelfeldspieler steht bei Al-Hilal in der Saudi Professional League unter Vertrag und ist serbischer Nationalspieler.

## Familie
Sein Vater Nikola Milinković (* 1968) ist ehemaliger Fußballspieler und heutiger -trainer. Sein jüngerer Bruder Vanja (* 1997) ist ebenfalls Fußballspieler und spielt als Torwart. Sergej wurde im spanischen Lleida geboren, während sein Vater bei der UE Lleida aktiv war. Die Familie lebte später in Portugal und in Österreich, da Vater Nikola dort als Fußballspieler tätig war. 2006 zog die Familie nach Serbien.

## Karriere

### Vereine
Milinković-Savić spielte in den Jugendmannschaften von Sporting Lissabon, während sein Vater in Portugal tätig war, und des Grazer AK, als sein Vater bei besagtem Klub und bei ASK Schwadorf aktiv war, ehe er 2006 nach der Rückkehr der Familie nach Serbien sich der Jugendakademie des FK Vojvodina anschloss. Am 23. November 2013 debütierte er für dessen erste Mannschaft bei der 0:3-Niederlage gegen den FK Jagodina in der SuperLiga. Bis Saisonende kam er in 13 Ligaspielen zum Einsatz und erzielte drei Tore. Mit Vojvodina gewann er in der Spielzeit den serbischen Pokal und wechselte anschließend, zur Saison 2014/15, zum KRC Genk. Nach einer Spielzeit wurde er von Lazio Rom verpflichtet. Dort absolvierte er am 17. September 2015 sein erstes Spiel in der Europa League und erzielte beim 1:1 gegen Dnipro Dnipropetrowsk das einzige Tor seiner Mannschaft. In der Spielzeit 2016/17 setzte sich Milinković-Savić als Stammspieler durch und absolvierte 34 Ligaspiele, in denen er vier Tore erzielte. Mit Lazio erreichte er zudem das Finale der Coppa Italia, in dem seine Mannschaft Juventus Turin mit 0:2 unterlag. Darüber qualifizierte sich das Team jedoch für den Supercoppa Italiana, den Milinković-Savić mit Lazio am 13. August 2017 mit 3:2 gegen Juventus gewann. In der Saison 2017/18 erzielte er zwölf Tore in 35 Ligaspielen und war damit nach Ciro Immobile der zweitbeste Torschütze seiner Mannschaft.
Im Sommer 2023 wechselte er nach acht Jahren in Rom nach Saudi-Arabien zu Al-Hilal.

### Nationalmannschaft
Milinković-Savić spielte im Juli und August 2013 mit der serbischen U19-Auswahl bei der U19-Europameisterschaft in Litauen. Dort kam er in fünf Spielen seiner Mannschaft zum Einsatz und gewann nach einem 1:0-Finalsieg gegen Frankreich den Titel. Im Juni 2015 siegte Milinković-Savić als Spieler der U20-Nationalmannschaft auch bei der U20-Weltmeisterschaft in Neuseeland. Dabei wurde er in allen sechs Spielen eingesetzt, traf einmal und wurde als drittbester Spieler des Turniers ausgezeichnet.
Milinković-Savić wäre sowohl für die montenegrinische als auch für die spanische Nationalmannschaft spielberechtigt gewesen, doch am 10. November 2017 debütierte er beim 2:0-Sieg im Freundschaftsspiel gegen China in der serbischen A-Nationalmannschaft. Im Juni 2018 wurde er von Nationaltrainer Mladen Krstajić in den serbischen Kader für die Weltmeisterschaft 2018 in Russland berufen. Dort kam er in allen drei Vorrundenspielen zum Einsatz. Serbien schied jedoch nach der Vorrunde aus. Vier Jahre später nahm Milinković-Savić mit Serbien an der Weltmeisterschaft 2022 in Katar teil. Auch hier schied die Mannschaft nach der Vorrunde aus, Milinković-Savić stand ebenfalls in allen drei Spielen auf dem Platz.

## Erfolge
FK Vojvodina
- Serbischer Pokalsieger: 2013/14

Lazio Rom
- Italienischer Superpokalsieger: 2017, 2019
- Italienischer Pokalsieger: 2018/19

Nationalmannschaft
- U19-Europameister: 2013
- U20-Weltmeister: 2015

Auszeichnungen
- Team des Jahres der Serie A: 2018, 2022
- Spieler des Monats der Serie A: Dezember 2019 und Januar 2021
- Bester Mittelfeldspieler der Serie A: Saison 2018/19